# Hahncappsia marialis
Hahncappsia marialis is een vlinder uit de familie van de grasmotten (Crambidae), uit de onderfamilie van de Pyraustinae. De wetenschappelijke naam van deze soort is voor het eerst voorgesteld als Loxostege marialis door Hahn William Capps in een publicatie uit 1967.
De soort komt voor in Guatemala.